# Le Signe de Zorro (téléfilm)
Pour l’article homonyme, voir Le Signe de Zorro.
Pour plus de détails, voir Fiche technique et Distribution.
Le Signe de Zorro (The Mark of Zorro) est un téléfilm américain réalisé par Don McDougall, diffusé pour la première fois le 29 octobre 1974 sur la chaîne américaine ABC.
Le téléfilm est un remake du Signe de Zorro de 1940 de Rouben Mamoulian et devait être le pilote d'une nouvelle série dédiée à Zorro pour la chaîne ABC-TV.

## Synopsis
Alors qu'il revient en Californie sur l'appel de son père, Don Diego Vega constate que la dictature et l'injustice sont monnaie courante dans le pays et il décide de prendre les armes sous le nom de « Zorro ».

## Fiche technique
- Titre original : The Mark of Zorro
- Titre français : Le Signe de Zorro
- Réalisation : Don McDougall
- Assistant-réalisateur : Joseph M. Ellis
- Scénario : Brian Taggert, adapté du scénario de John Taintor Foote de 1940, d'après le roman Le Fléau de Capistrano de Johnston McCulley
- Photographie : Jack Woolf
- Musique : Dominic Frontiere, Alfred Newman
- Maître d'armes : Mel North
- Production : Rodrick Paul, Robert C. Thompson
- Société(s) de production :  Thompson-Paul Productions, 20th Century Fox Television
- Pays d’origine :  États-Unis
- Langue originale : anglais américain
- Format : couleur — 35 mm — 1,33:1 — son Mono (RCA Photophone Sound Recording)
- Genre : aventure, action, de cape et d'épée
- Durée : 78 minutes
- Dates de sortie :
  - États-Unis : 29 octobre 1974

## Distribution
- Frank Langella : Don Diego Vega / Zorro
- Ricardo Montalbán : Capitaine Esteban
- Gilbert Roland : Don Alejandro Vega
- Louise Sorel : Inez Quintero
- Robert Middleton : Don Luis Quintero
- Anne Archer : Teresa
- Yvonne De Carlo : Isabella Vega (as Yvonne DeCarlo)
- Tom Lacy : Fray Felipe
- Jorge Cervera Jr. : Sergent Gonzales
- Jay Hammer : Antonio
- John Rose : Rodrigo
- Robert Carricart : employé du port
- Alfonso Tafoya : Don Miguel
- Inez Perez : Maria
- Frank Soto : Propriétaire

## Production
Le téléfilm a été tourné à Tucson, en Arizona.

## Publication
Bien que le film ai été doublé et diffusé à la télévision française, il n'existe aucune édition DVD ou Blu-Ray francophone.